# Municipio de Keyapaha
El municipio de Keyapaha (en inglés: Keyapaha Township) es un municipio ubicado en el condado de Tripp en el estado estadounidense de Dakota del Sur. En el año 2010 tenía una población de 22 habitantes y una densidad poblacional de 0,24 personas por km².

## Geografía
El municipio de Keyapaha se encuentra ubicado en las coordenadas 43°3′39″N 99°44′6″O / 43.06083, -99.73500. Según la Oficina del Censo de los Estados Unidos, el municipio tiene una superficie total de 90.42 km², de la cual 90,27 km² corresponden a tierra firme y (0,17 %) 0,15 km² es agua.

## Demografía
Según el censo de 2010, había 22 personas residiendo en el municipio de Keyapaha. La densidad de población era de 0,24 hab./km². De los 22 habitantes, el municipio de Keyapaha estaba compuesto por el 100 % blancos. Del total de la población el 0 % eran hispanos o latinos de cualquier raza.